# Finále Coupe de France 2012/2013
Finále Coupe de France 2012/13 bylo vyvrcholením Coupe de France, tedy francouzského fotbalového poháru ze sezóny 2012/13. Střetly se v něm týmy Girondins de Bordeaux a Évian Thonon Gaillard. Mužstvo Girondins de Bordeaux vedl jako kapitán Jaroslav Plašil, mužstvo Évian Thonon Gaillard francouzský záložník Olivier Sorlin.
Finálové utkání se odehrálo 31. května 2013 na stadionu Stade de France v Saint-Denis. O poločase byl stav 1:0 pro tým Girondins de Bordeaux, který nakonec porazil soupeře 3:2 a radoval se z triumfu. Pro Girondons to bylo čtvrté prvenství v poháru, v minulosti jej získal ještě v letech 1941, 1986 a 1987. Évian naopak přišel o možnost získat vůbec první trofej v historii klubu.

## Cesta do finále
Girondins de Bordeaux 
| Kolo        | Datum       | Stadion                        | Tým #1                                                   | Výsledek (poločas) | Tým #2 | Diváci | Ref. |
| ----------- | ----------- | ------------------------------ | -------------------------------------------------------- | ------------------ | --- | ------ | ---- |
| 1/32        | 6. 1. 2013  | Stade Gaston Petit Châteauroux | LB Châteauroux 55' Claudio Beauvue 60' Kévin Jouanneau   | 2:3 (0:1)          | Girondins de Bordeaux 30' Fahid Ben Chalfallah 79' Carlos Henrique dos Santos Souza 90+2' Mariano Ferreira Filho | 11 500 |      |
| 1/16        | 23. 1. 2013 | Stade Hector Rolland Moulins   | AS Moulins 4' Sébastien Ligoule                          | 1:2 (1:0)          | Girondins de Bordeaux 53' Benoît Trémoulinas 59' David Bellion                                                   | 3 500  |      |
| 1/8         | 27. 2. 2013 | Stade Paul Gasser Raon-l'Etape | US Raonnaise 64' Jean-Philippe Dje 98' Amara Keita       | 2:2 (0:0) 3:5 pen. | Girondins de Bordeaux 58' Ludovic Obraniak 113' Cheick Diabaté                                                   | 5 400  |      |
| Čtvrtfinále | 17. 4. 2013 | Stade Bollaert-Delelis Lens    | RC Lens 11' Cédric Carrasso (vl.) 90+2' Zakarya Bergdich | 2:3 (1:0)          | Girondins de Bordeaux 59' Grégory Sertic 81' 85' Cheick Diabaté                                                  | 38 256 |      |
| Semifinále  | 14. 5. 2013 | Stade de l'Aube Troyes         | Troyes AC 7' Jean-Christophe Bahebeck                    | 1:2 (1:1)          | Girondins de Bordeaux 41' Florian Jarjat (vl.) 63' Cheick Diabaté                                                | 20 000 |      |

Évian Thonon Gaillard 
| Kolo        | Datum       | Stadion                        | Tým #1                                                                                          | Výsledek (poločas) | Tým #2                                                        | Diváci | Ref. |
| ----------- | ----------- | ------------------------------ | ----------------------------------------------------------------------------------------------- | ------------------ | ------------------------------------------------------------- | ------ | ---- |
| 1/32        | 5. 1. 2013  | Stade de la Licorne Amiens     | Amiens AC 13' Mady Keita                                                                        | 1:1 (1:1) 3:5 pen. | Évian Thonon Gaillard 90+4' Cédric Cambon                     | 5 732  |      |
| 1/16        | 22. 1. 2013 | Stade des Échalonnières Vertou | USSA Vertou                                                                                     | 0:2 (0:1)          | Évian Thonon Gaillard 24' Kévin Bérigaud 90+2' Youssef Adnane | 3 400  |      |
| 1/8         | 26. 2. 2013 | Parc des Sports Annecy         | Évian Thonon Gaillard 25' 49' Kévin Bérigaud 90+2' Saber Chelifa                                | 3:1 (1:0)          | Le Havre AC 81' Yohann Rivière                                | 3 285  |      |
| Čtvrtfinále | 17. 4. 2013 | Parc des Sports Annecy         | Évian Thonon Gaillard 44' Saber Chelifa                                                         | 1:1 (1:1) 4:1 pen. | Paris Saint-Germain 9' Javier Pastore                         | 14 925 |      |
| Semifinále  | 8. 5. 2013  | Parc des Sports Annecy         | Évian Thonon Gaillard 10' Miloš Ninković 20' Yannick Sagbo 33' Kévin Bérigaud 80' Nadjib Baouia | 4:0 (3:0)          | FC Lorient                                                    | 14 118 |      |

## Detaily zápasu
| 31. května 2013 21:00 SELČ |        |                          |                                                                     |
| Girondins de Bordeaux      | 3 : 2  | Évian Thonon Gaillard    | Stade de France, Saint-Denis diváci: 70 000 rozhodčí: Fredy Fautrel |
| Diabaté 39' 89' Saivet 53' | Report | Sagbo 51' Dja Djédjé 70' | Stade de France, Saint-Denis diváci: 70 000 rozhodčí: Fredy Fautrel |

| Girondins de Bordeaux | Évian Thonon Gaillard |

| GK             |  | Cédric Carrasso                  |     |     |
| RB             |  | Mariano Ferreira Filho           | 20' |     |
| CB             |  | Carlos Henrique dos Santos Souza |     |     |
| CB             |  | Ludovic Sané                     |     |     |
| LB             |  | Benoît Trémoulinas               |     |     |
| CM             |  | Jaroslav Plašil                  |     | 67' |
| CM             |  | Grégory Sertic                   |     |     |
| RW             |  | Nicolas Maurice-Belay            |     |     |
| LW             |  | Ludovic Obraniak                 |     |     |
| CF             |  | Henri Saivet                     |     |     |
| CF             |  | Cheick Diabaté                   |     |     |
| Náhradníci:    |  |                                  |     |     |
| GK             |  | Kévin Olimpa                     |     |     |
| DF             |  | Florian Marange                  |     |     |
| DF             |  | Julien Faubert                   |     |     |
| DF             |  | Marc Planus                      |     |     |
| MF             |  | André Biyogo Poko                |     | 67' |
| MF             |  | Abdou Traoré                     |     |     |
| MF             |  | Fahid Ben Chalfallah             |     |     |
| Trenér:        |  |                                  |     |     |
| Francis Gillot |  |                                  |     |     |

| GK            |  | Bertrand Laquait |     |     |
| RB            |  | Brice Dja Djédjé |     |     |
| CB            |  | Cédric Cambon    |     |     |
| CB            |  | Betão            |     |     |
| LB            |  | Daniel Wass      |     |     |
| CM            |  | Olivier Sorlin   | 29' |     |
| CM            |  | Mohammed Rabiu   |     | 82' |
| RW            |  | Kévin Bérigaud   |     |     |
| AM            |  | Miloš Ninković   |     | 59' |
| LW            |  | Saber Chelifa    |     |     |
| CF            |  | Yannick Sagbo    |     | 90' |
| Náhradníci:   |  |                  |     |     |
| GK            |  | Johann Durand    |     |     |
| DF            |  | Cédric Mongongu  |     |     |
| DF            |  | Fabrice Ehret    |     |     |
| MF            |  | Cédric Barbosa   |     | 59' |
| MF            |  | Eric Tié Bi      |     | 82' |
| MF            |  | Aldo Angoula     |     | 90' |
| MF            |  | Guillaume Lacour |     |     |
| Trenér:       |  |                  |     |     |
| Pascal Dupraz |  |                  |     |     |

Asistenti rozhodčího:

 C. Gringore

 A. Viala

Čtvrtý rozhodčí:

 E. Boisdenghien